# Eupithecia defasciata
Eupithecia defasciata är en fjärilsart som beskrevs av Metschl och Sälzl. 1935. Eupithecia defasciata ingår i släktet Eupithecia och familjen mätare. Inga underarter finns listade i Catalogue of Life.